# Maribor
Die Stadt Maribor, deutsch Marburg an der Drau (vor allem in Österreich verwendet), ist Hauptort der Stadtgemeinde Maribor im Nordosten Sloweniens und mit 113.000 Einwohnern in der Stadtgemeinde (2024) die zweitgrößte Stadt des Landes.
Maribor ist seit 1859 ein römisch-katholischer Bischofssitz, seit 2006 Erzbistum, und beherbergt seit 1975 die Universität Maribor. Die Stadt wurde zur Alpenstadt des Jahres 2000 gekürt und war 2012 Kulturhauptstadt Europas.

## Geografie

### Lage
Maribor liegt am Fuße des Bachergebirges (Pohorje) südlich und der Windischen Bühel (Slovenske Gorice) nördlich der Stadt und am Ufer der Drau (Drava).
Die Stadt ist die größte der slowenischen Region Untersteiermark (Štajerska). Die nächstgelegene größere Stadt, Graz in der österreichischen Steiermark, liegt 60 km nördlich. Mit Graz (slow.: Gradec) hat Maribor heutzutage wieder enger werdende kulturelle und wirtschaftliche Verbindungen. Ein Beispiel dafür ist die Europaregion Graz-Maribor.

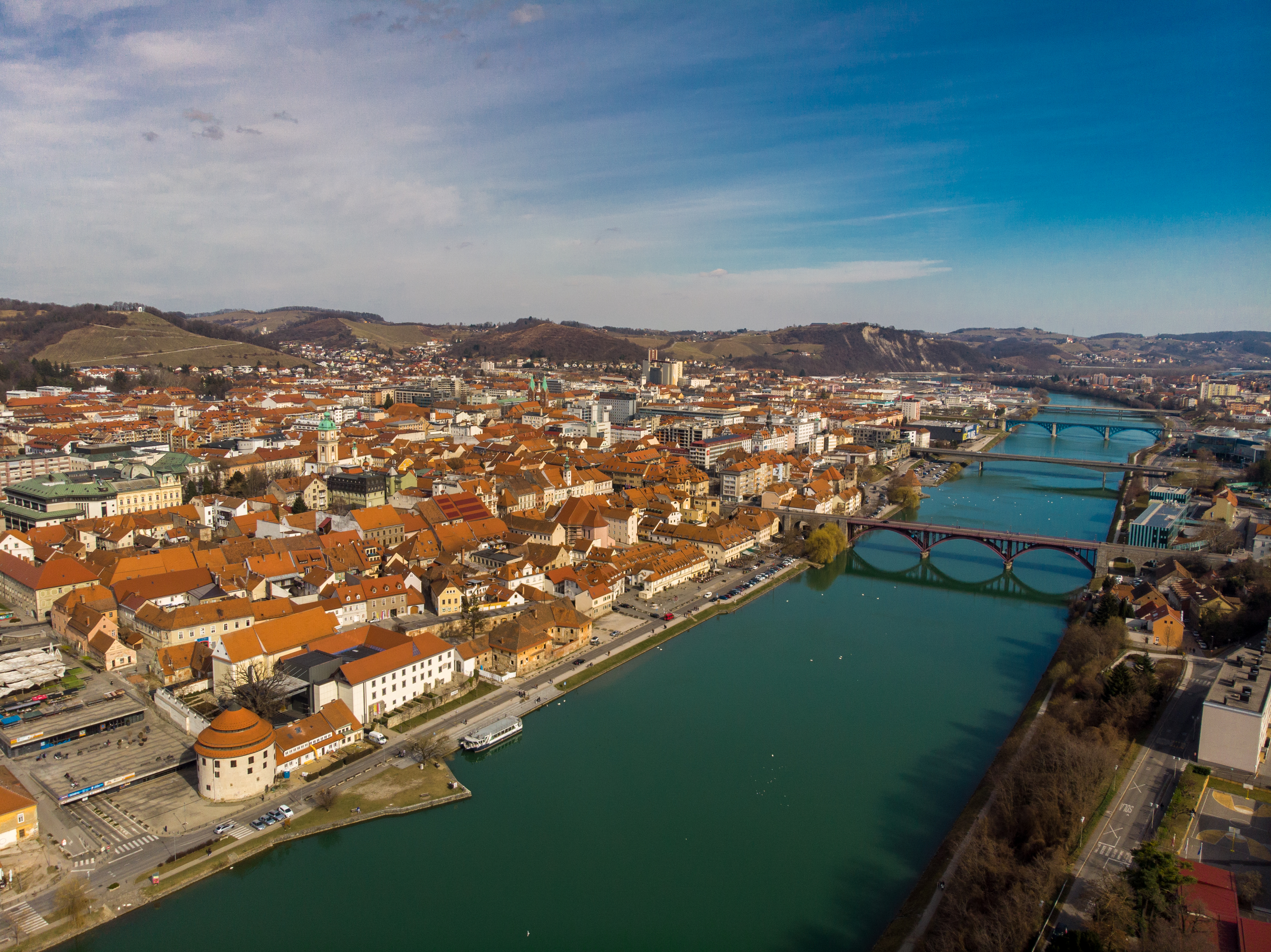
Innenstadt Maribor
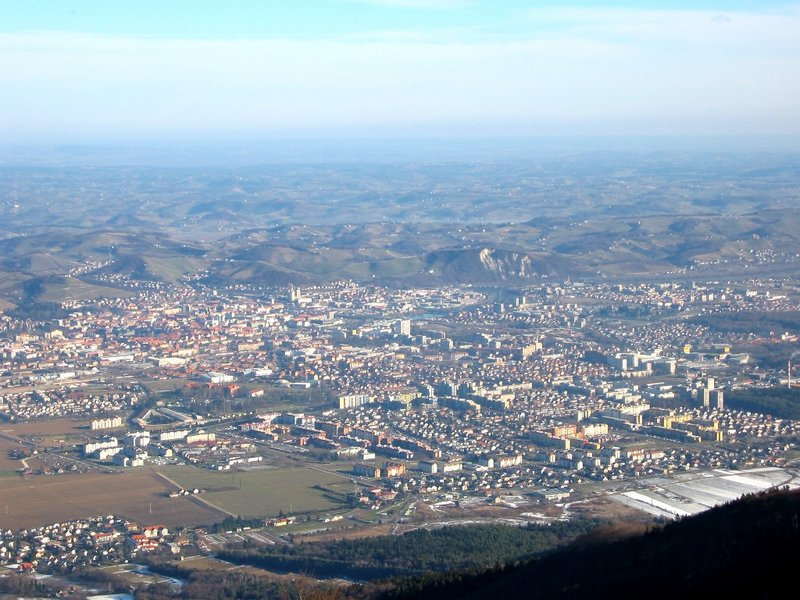
Luftaufnahme von Maribor, im Hintergrund die Windischen Bühel (Slovenske Gorice)
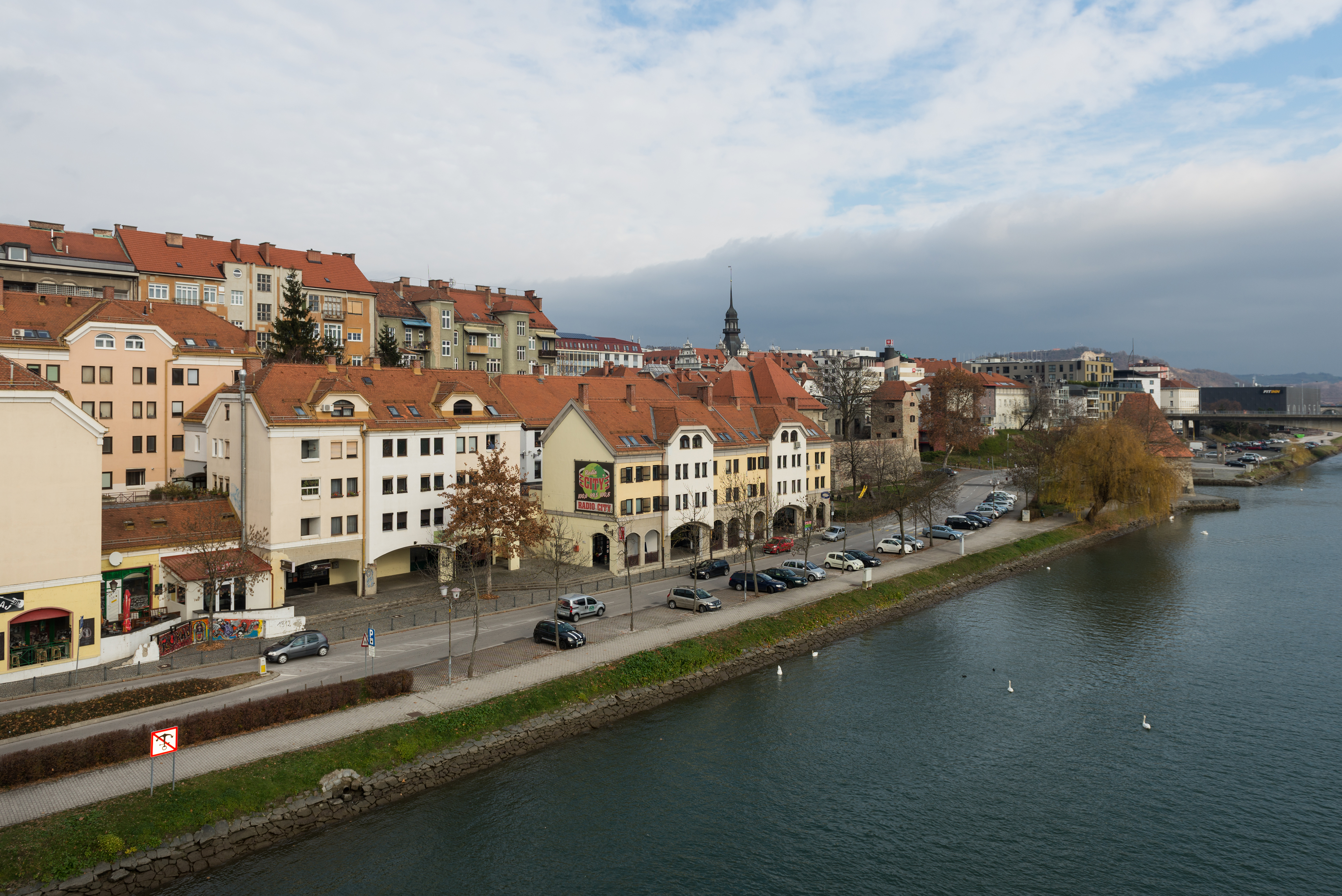
Stadtteil Lent am Ufer der Drau

### Stadtgliederung
Die Stadt Maribor gliedert sich in elf Stadtviertel (slow.: Mestne četrti, Abkürzung: MČ) und sechs Ortsgemeinschaften (slow.: Krajevne skupnosti, Abkürzung: KS). Beide Varianten erfüllen im Wesentlichen dieselben Aufgaben. Der einzige Unterschied ist, dass die Stadtviertel zumindest einen Teil der Kernstadt umfassen, während eine Ortsgemeinschaft ein Zusammenschluss ausschließlich aus Dörfern des Umlandes ist, die zur Stadtgemeinde gehören.
- Stadtbezirke (MČ): Brezje-Dogoše-Zrkovci, Center mit der historischen Altstadt, Ivan Cankar, Koroška vrata, Magdalena, Nova vas, Radvanje, Pobrežje, Studenci, Tabor, Tezno
- Ortsgemeinschaften (KS): Bresternica-Gaj, Kamnica, Limbuš, Malečnik-Ruperče, Pekre, Razvanje

## Geschichte
| Staat                                                                                     | Zugehörigkeit zur Verwaltungseinheit | von – bis |
| ----------------------------------------------------------------------------------------- | ------------------------------------ | --------- |
| Heiliges Römisches Reich                                                                  |                                      |           |
| Markgrafschaft Steiermark                                                                 | 1164–1180                            |           |
| Herzogtum Steiermark (ab 1282 habsburgisch, 1379/1411–1457 und 1564–1619 Innerösterreich) | 1180–1804                            |           |
| Österreich                                                                                | Herzogtum Steiermark                 | 1804–1867 |
| Österreich-Ungarn                                                                         | Herzogtum Steiermark (Cisleithanien) | 1867–1918 |
| SHS-Staat/Jugoslawien                                                                     |                                      |           |
| Provinz Slowenien                                                                         | 1918–1922                            |           |
| Oblast Maribor                                                                            | 1922–1929                            |           |
| Drau-Banschaft                                                                            | 1929–1941                            |           |
| Deutsches Reich                                                                           | CdZ-Gebiet Untersteiermark           | 1941–1945 |
| Jugoslawien                                                                               |                                      |           |
| Volksrepublik Slowenien                                                                   | 1945–1963                            |           |
| Sozialist. Rep. Slowenien                                                                 | 1963–1990                            |           |
| Republik Slowenien                                                                        | 1990–1991                            |           |
| Slowenien                                                                                 | Stadtgemeinde Maribor                | seit 1991 |

### Unter den Habsburgern

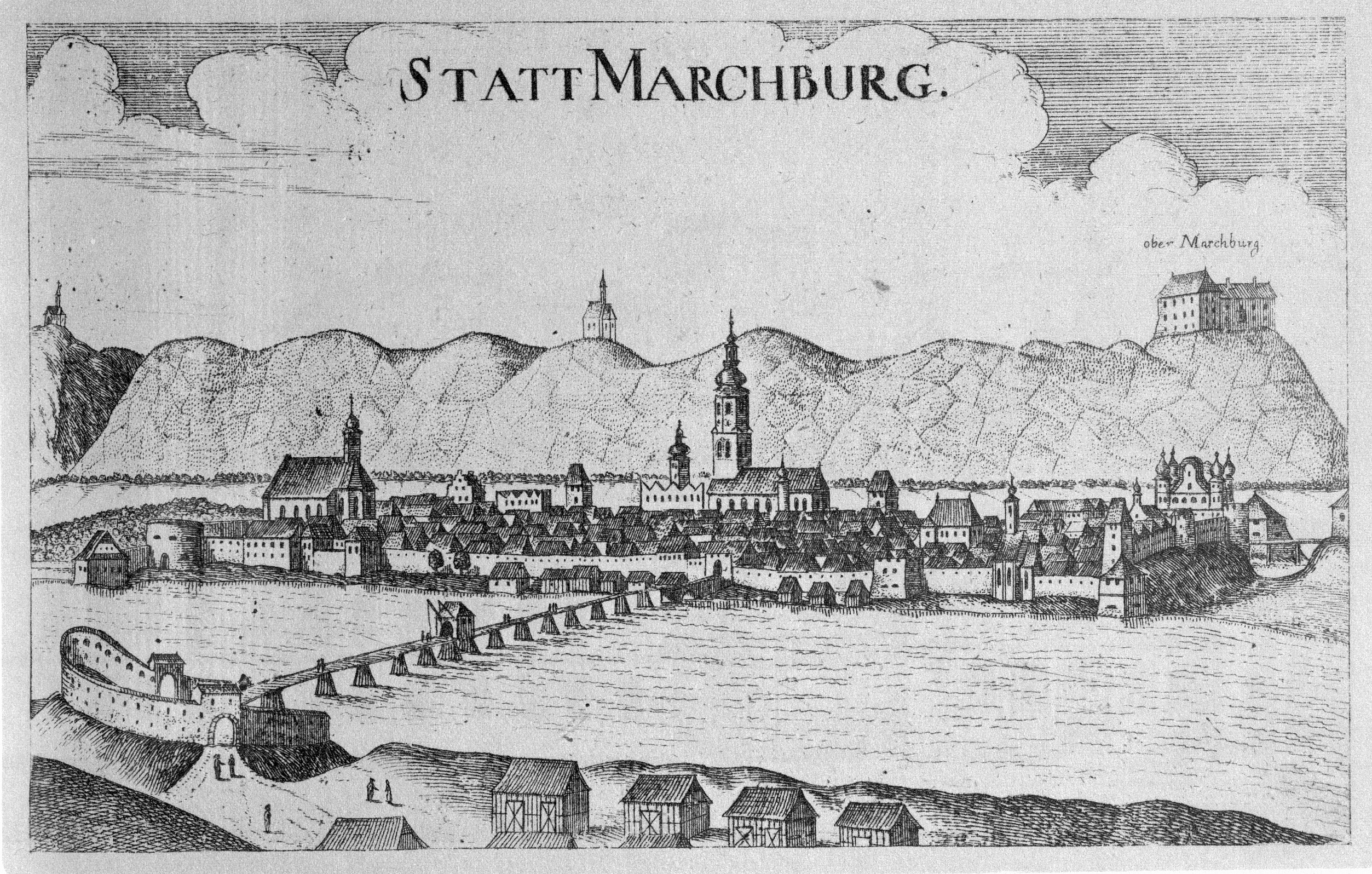
Die Stadt Marchburg, Darstellung des Topografen Georg Matthäus Vischer, 1681

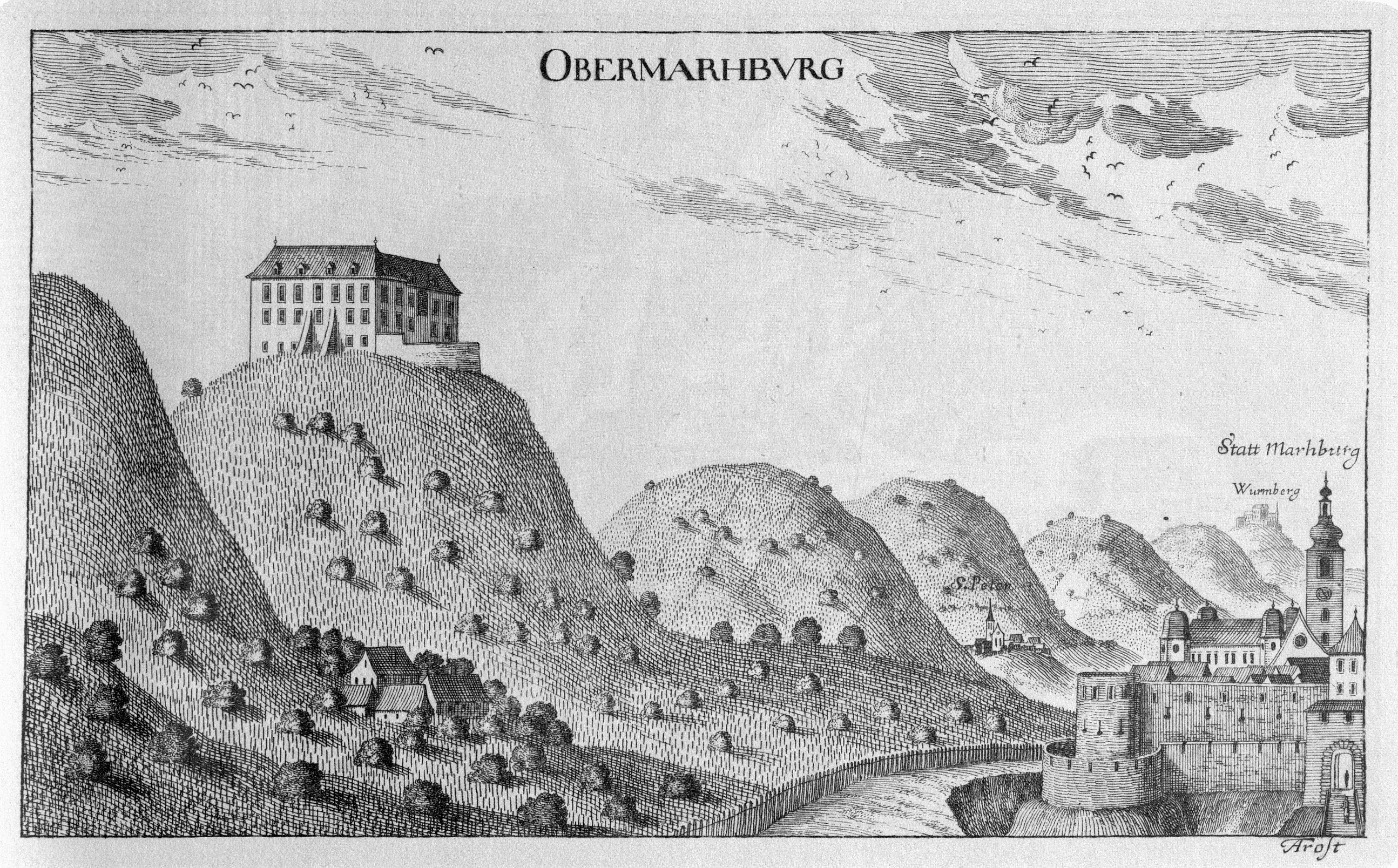
Obermarburg

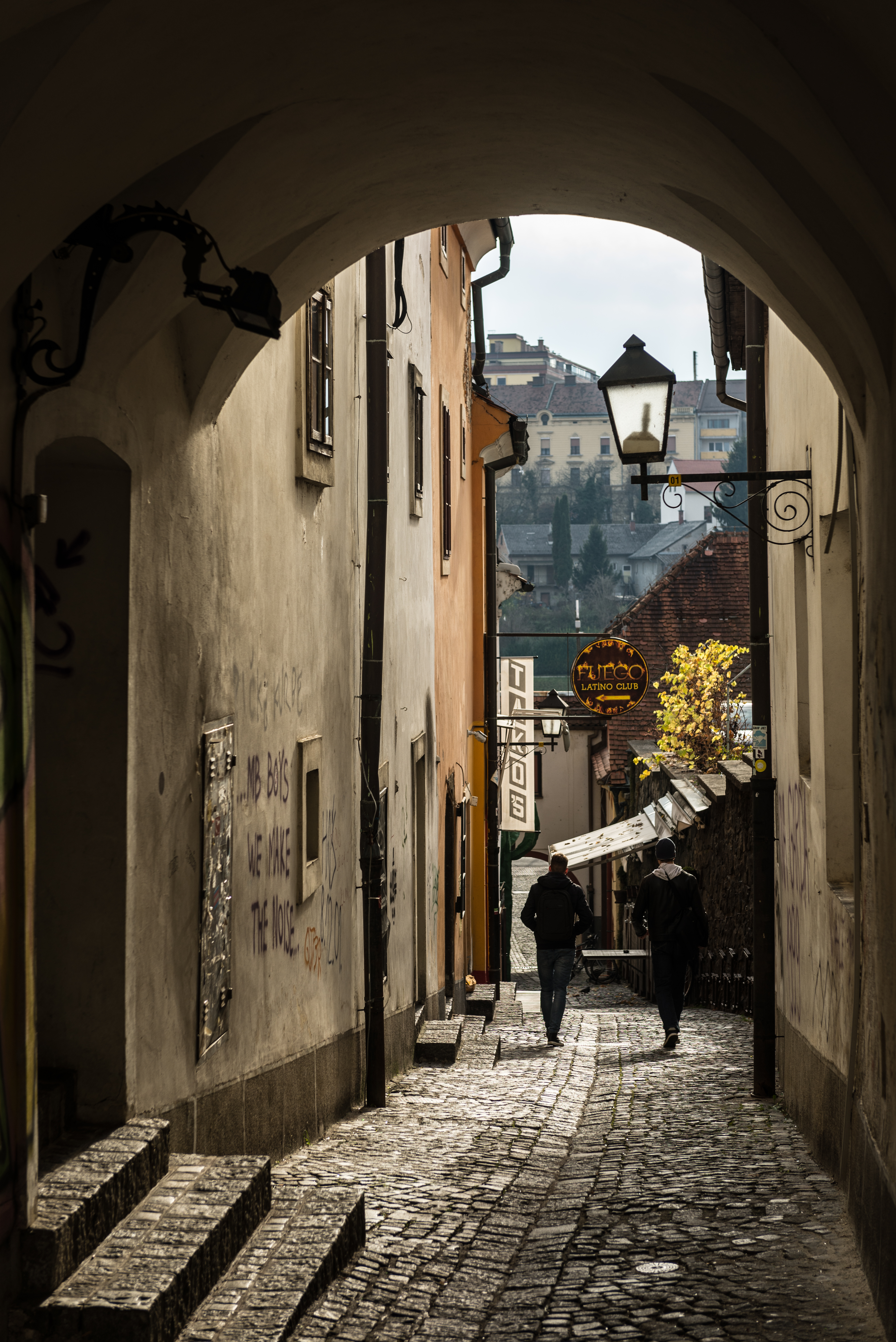
Altstadt von Maribor, Weg hinunter zur Drau

Marburg geht auf eine 1164 erwähnte Markburg oder Marchburg zurück, die der Siedlung ihren Namen gab. Mark bzw. March sind alte deutsche Bezeichnungen für „Grenze“. 1204 wird der Ort erstmals als Markt und 1254 als Stadt genannt. Die erste Erwähnung von Juden stammt aus dem Jahr 1270, es handelt sich um eine Urkunde, die den Kauf von Weingärten durch Juden bestätigt, zudem werden 1367 ein Friedhof und 1429 erstmals eine Synagoge erwähnt. 1497 mussten auf Befehl Maximilian I. die jüdischen Familien aus der Steiermark ihre Wohngebiete verlassen, somit auch die Juden Marburgs, was ein schwerer Schlag für die Wirtschaft Marburgs war.
→ Geschichte der Juden in der Steiermark
1480 und 1481 wurde die Stadt von Matthias Corvinus und vom Osmanischen Reich 1532 und 1683 vergeblich belagert. Die Herrschaft Marburg, die Obermarburg sowie die Stadtburg gehörte den Herren von Walsee, ab 1456 den Herren von Graben sowie ab 1564 deren Erben, den Herren von Stadl. 1620 erwarben die Grafen Zwickl genannt Khiesl die Herrschaft, ab 1727 gehörte sie den Grafen Brandis.
Der Name Maribor wurde erst im 19. Jahrhundert im Zuge des Aufkommens des slowenischen Nationalbewusstseins vom Dichter Stanko Vraz geschaffen.
Ein Lexikon von 1896 fasste zusammen: Marburg besitze drei Brücken, eine Kathedrale, einen Stadtpfarrturm, eine gräfliche Burg, ein Kasino mit Theater, einen Stadtpark und rund 20.000 großteils deutschsprachige Einwohner. Fabriken, Wein- und Holzhandel, Kreditinstitute ergänzten das Bild, ebenso zwei Bezirksgerichte, der Sitz des Fürstbischofs von Lavant sowie Gymnasien und eine Lehrerbildungsanstalt. Marburg war Stadt mit eigenem Statut (unterstand also keinem Bezirk des Landes Steiermark), für die Umgebung der Stadt bestand eine eigene Bezirkshauptmannschaft.
1882 gründete Hermann Goethe (1837–1911) die Wein- und Obstbauschule Marburg. Sie gab unter anderem Fachliteratur über die Rebsortenkunde, sogenannte Ampelographische Berichte, heraus, die über die Grenzen der Monarchie Bedeutsamkeit erreichten.
Marburg blieb bis zum Ende des Ersten Weltkrieges 1918 als Teil des Herzogtums Steiermark und damit Österreich-Ungarns unter der Herrschaft der Habsburger. Während dieses Krieges kam es wegen vermuteter Staatsfeindlichkeit zu Zwangsinternierungen vieler Slowenen in Kärnten und in der Steiermark, was zu gewalttätigen Auseinandersetzungen zwischen der deutschsprachigen und der slowenischen Volksgruppe führte.

### Entscheidung 1918/19

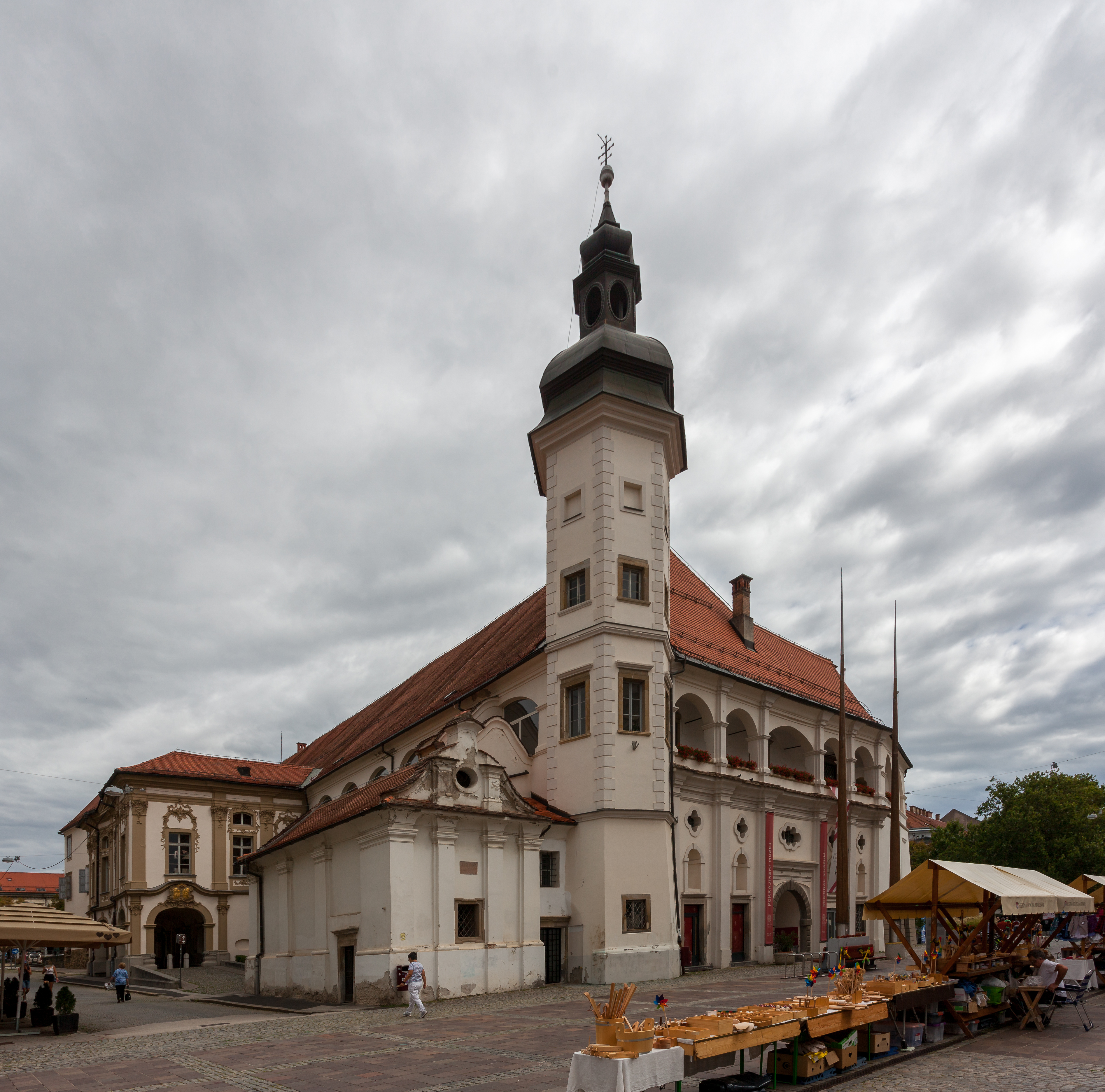
Stadtburg (Mariborski grad)

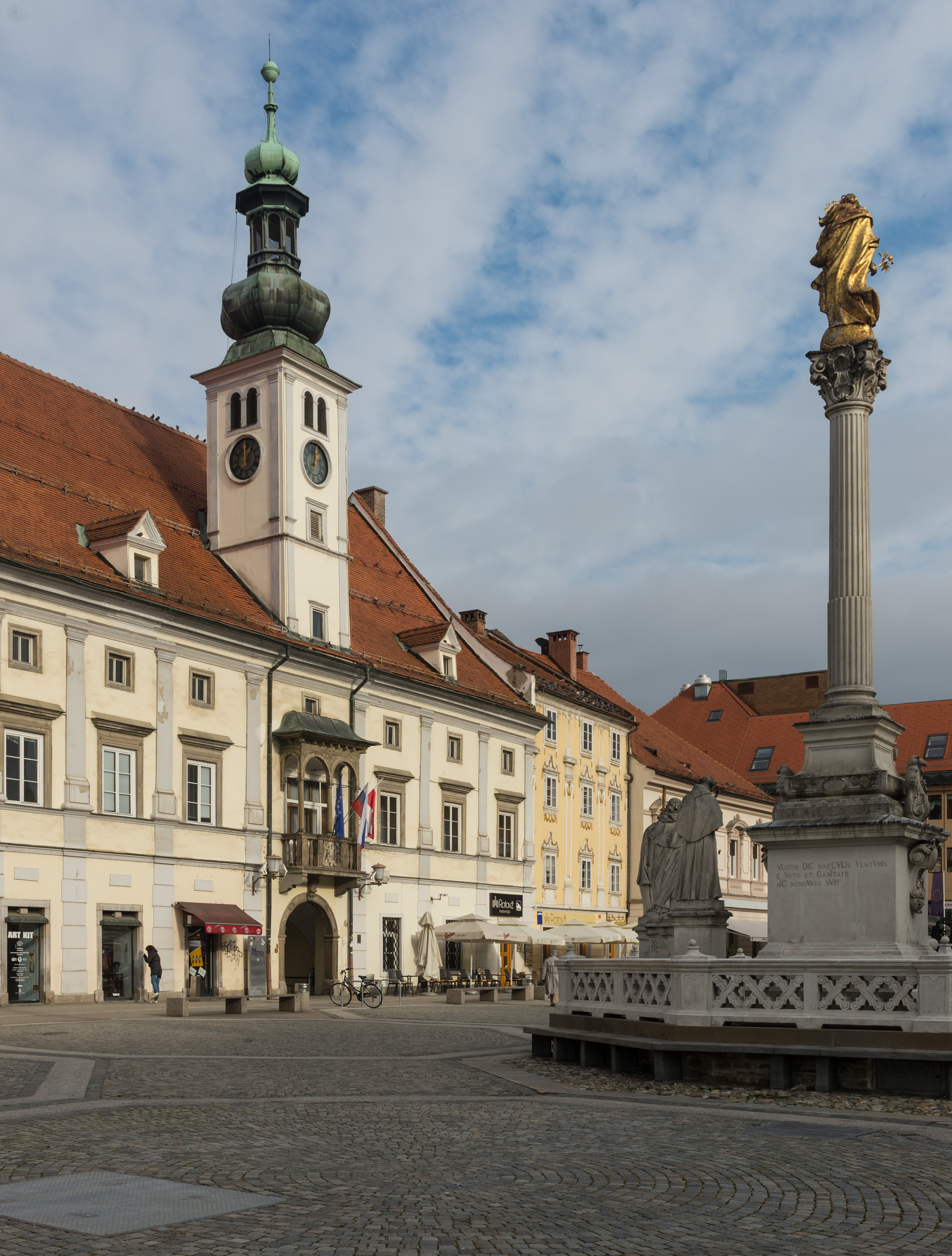
Rathaus, 2015

Beim Zerfall der Habsburgermonarchie wurde die überwiegend deutschsprachige Stadt im Herbst 1918 von der neu gegründeten Republik Deutschösterreich, aber auch vom neu gegründeten Staat der Slowenen, Kroaten und Serben beansprucht. Die Slowenen, die im Umland siedelten, waren dabei strategisch im Vorteil: Das im Norden liegende, geschlossene deutschsprachige Siedlungsgebiet der Steiermark war circa fünfzehn Kilometer entfernt. Der in Marburg amtierende k.k. Landsturmkommandant Rudolf Maister erklärte sich Anfang November 1918, gestützt auf slowenische Truppenteile, zum Stadtkommandanten und wurde von der neuen Laibacher Regierung zum General befördert. Die deutschösterreichischen Stadtpolitiker wurden abgesetzt. Die verbliebene deutschösterreichische Garnison und die von Deutschösterreichern gebildete Bürgerwehr mussten nach wenigen Wochen aufgeben. Damit war die spätere Regelung im Vertrag von Saint-Germain (September 1919) bereits vorweggenommen.
Am 27. Januar 1919 wurden 13 deutsche Marburger, die auf dem Hauptplatz auf die US-Friedensdelegation warteten, von Maisters Soldaten erschossen, mehr als 60 verletzt (Marburger Blutsonntag). Was die Schüsse auf Unbewaffnete auslöste, blieb unklar. Dazu gab es stark auseinandergehende Aussagen; jedenfalls lag kein zentraler Befehl vor. Marburg wurde ohne Volksabstimmung und gegen den Willen der frei gewählten Gemeinderäte, Landtags- und Reichsratsabgeordneten als Teil der großteils slowenischen Untersteiermark dem Königreich der Serben, Kroaten und Slowenen (SHS-Staat, später Königreich Jugoslawien) zugeordnet.

### Slowenen und Deutschösterreicher
Die deutschösterreichische Bevölkerungsgruppe stellte bis zum Ende des Ersten Weltkrieges die große Mehrheit und dominierte das öffentliche Leben (die Volkszählung 1890 ergab 19.898 Einwohner, davon 2.653 slowenischsprachig). Das galt auch für die Nachbardörfer Brunndorf (Studenci), Pobersch (Pobrežje), Thesen (Tezno), Rothwein (Radvanje), Roßwein (Razvanje), Kartschowin (Krčevina) und Leitersberg (Košaki), die mit der Stadt Marburg eine deutsche Sprachinsel bildeten. Bei der Volkszählung von 1910 lebten hier 81 % deutsch- und 14 % slowenischsprachige Bewohner.
Das weitere Umland hingegen war – mit Ausnahme anderer kleinerer Städte, wie Pettau (Ptuj), St. Leonhard in Windischbüheln (Lenart v Slovenskih Goricah), Luttenberg (Ljutomer), Friedau (Ormož), Windisch-Feistritz (Slovenska Bistrica) und Pragerhof (Pragersko) – fast vollständig von Slowenen besiedelt. Obwohl nach dem Ersten Weltkrieg ein Teil der deutschösterreichischen Bevölkerung (vor allem das Beamtentum, teilweise schon unter General Maisters Militärherrschaft) nach Österreich vertrieben wurde und alle deutschen Schulen und Vereine zwangsaufgelöst bzw. beschlagnahmt wurden, betrug der deutsche Anteil in den 1930er Jahren nach Angaben der Minderheit noch immer etwa 25 %. Die Volkszählungen ergaben allerdings 1921 nur mehr 21 % und 1931 nur noch 7 % Deutschsprachige.

### Untersteiermark und Nationalsozialismus

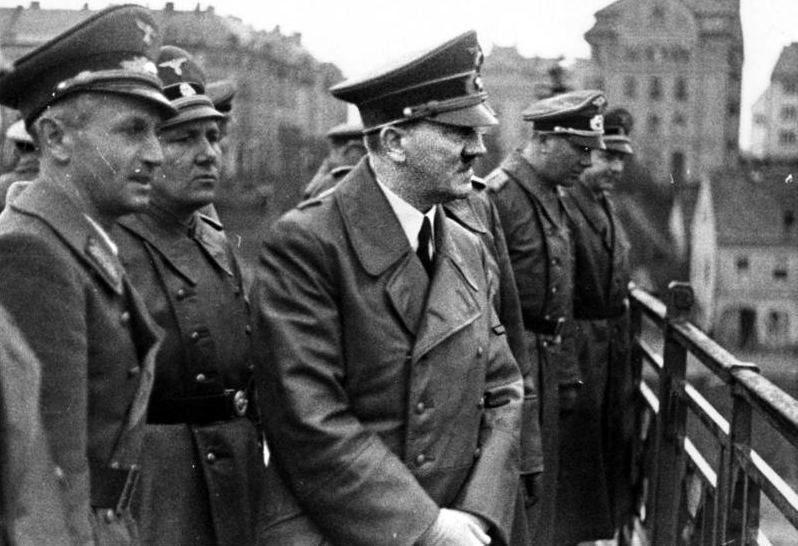
Von links: Sigfried Uiberreither, Martin Bormann, Adolf Hitler und Otto Dietrich auf der Draubrücke in Maribor (26. April 1941)

Nach dem Überfall des Deutschen Reiches auf das Königreich Jugoslawien am 6. April 1941 wurde der jugoslawische Teil der Steiermark als CdZ-Gebiet Untersteiermark vom Großdeutschen Reich annektiert. Hitler besuchte am 26. April 1941 die Stadt und forderte seine Anhänger in einer Rede bei einer großen Kundgebung auf, „dieses Land wieder deutsch zu machen“. Wie aus der Umgebung wurden auch aus der Stadt in der Folgezeit Slowenen nach Serbien sowie zur Zwangsarbeit ins Deutsche Reich verschleppt. Wer in den Verdacht geriet, die jugoslawischen Partisanen zu fördern, wurde hingerichtet; die Todesurteile wurden zur Abschreckung in der Stadt plakatiert. (Ein darauf Bezug nehmendes Denkmal befindet sich in der Altstadt.) Während des Zweiten Weltkrieges wurde die Stadt mehrere Male von alliierten Flugzeugen bombardiert.

### 1945 bis 1990
siehe Hauptartikel Massengräber in Maribor
In Maribor-Tezno befindet sich das größte Massengrab der Massaker von Bleiburg. Beim Autobahnbau wurden 1999 auf einer Länge von etwa 70 Metern Skelette bzw. Knochen von 1179 Menschen gefunden. Weitere Sondierungen von 2007 unter der Leitung von Mitja Ferenc ergaben, dass hier ein Panzergraben auf der Länge von 940 Metern gleichmäßig aufgefüllt wurde und somit auf eine Opferzahl von ca. 15.000 schließen lässt. Die Massenhinrichtungen in Tezno ereigneten sich vom 20. bis 26. Mai 1945.
Ab Sommer 1945 wurden nicht zuvor geflohene deutschsprachige Marburger nach Österreich vertrieben, ihr Eigentum konfisziert. Eine individuelle Feststellung ihrer Schuld oder Unschuld fand nicht statt.
Nach 1945 entwickelte sich die Stadt zu einem blühenden industriellen und kulturellen Zentrum für den gesamten Norden Sloweniens und Jugoslawiens.
Seit 1969 besteht eine Städtepartnerschaft mit der hessischen Stadt Marburg an der Lahn, seit 1987 mit der steirischen Landeshauptstadt Graz.
1975 wurde die Universität Maribor gegründet.

### Seit 1991

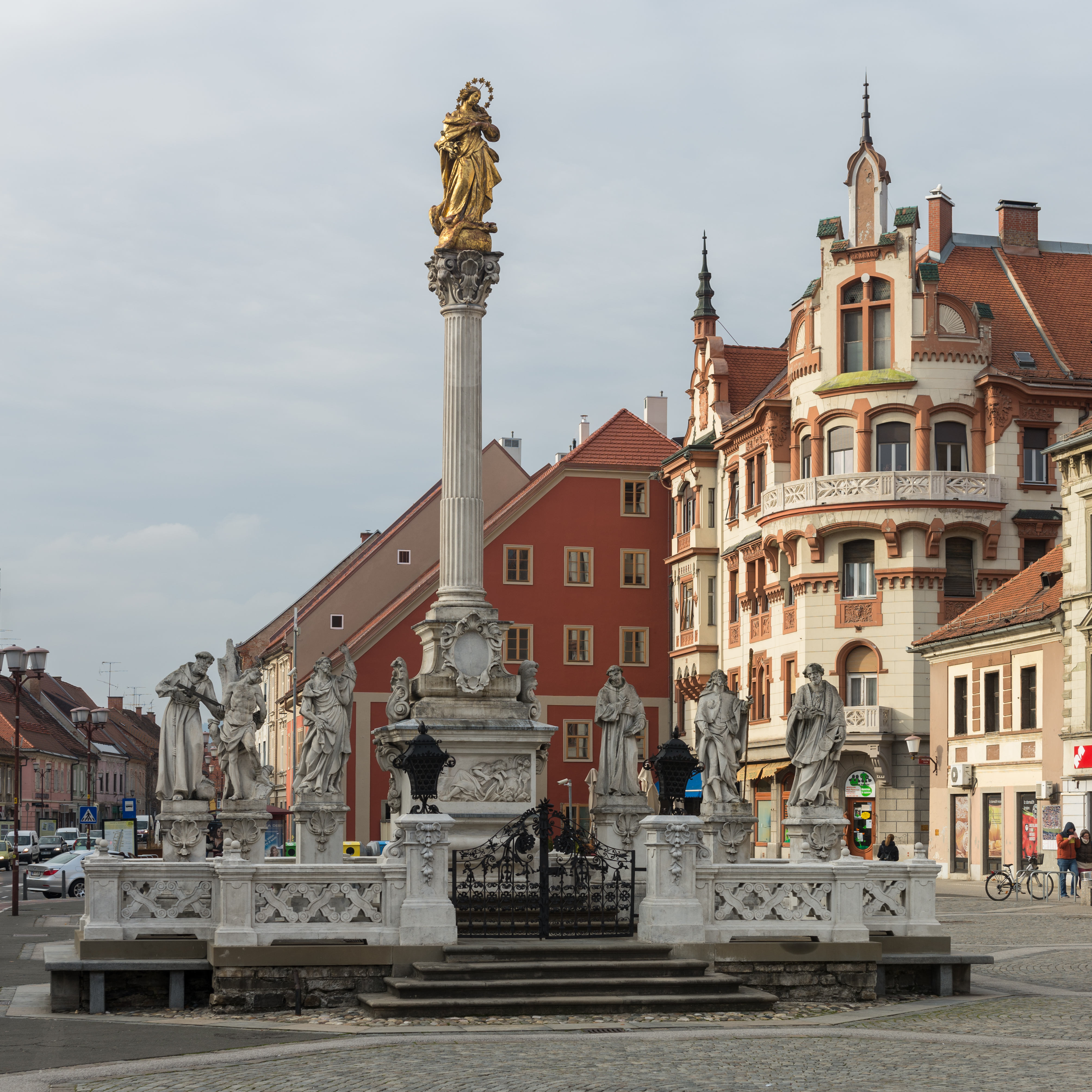
Gedenksäule für die Opfer der Pest, 2015

Seit der Erklärung der Unabhängigkeit Sloweniens von Jugoslawien im Jahr 1991 verlor die gesamte neu gegründete Republik den innerjugoslawischen Binnenmarkt. Die Auswirkungen dieses Verlustes auf die Wirtschaft der Stadt waren erheblich, eine hohe Arbeitslosenquote war die Folge.   1996 bis 2001 verlor die Stadt im Schnitt jährlich 3,1 % ihrer Einwohner. Der Beitritt Sloweniens zur Europäischen Union 2004, die Einführung des Euro 2007 und der Beitritt Sloweniens zum Schengen-Raum, der Ende 2007 zur Auflassung aller Grenzkontrollen Richtung Österreich, Ungarn und Italien führte, sollten neuen Optimismus ermöglichen.
1999 fand die Radverkehrskonferenz VeloCity in Graz, gemeinsam mit Maribor statt.
Maribor wurde vom Rat der Europäischen Union zur Kulturhauptstadt 2012 ausgerufen, ebenso wie Guimarães in Portugal.

### Allgemeines
Größere Stadtbrände sind 1513, 1601, 1648, 1650, 1700 und 1797 überliefert. Doch die Brände richteten keine bedeutenden Schäden an. Die Stadt-Verwaltung ließ deshalb um 1700 eine Statue für den hl. Florian anfertigen, die auf dem Platz vor dem Rathaus aufgestellt wurde. St. Florian gilt weltweit als Beschützer vor Bränden, Überschwemmungen und anderen Naturkatastrophen. Um 1860 wurde das Monument wegen des stark zunehmenden Verkehrs abgebaut und eingelagert. Erst 1970 erhielt die Statue einen neuen Standort auf dem Burgplatz. Am 6. September 1874 war Marburg an der Drau Veranstaltungsort für den 4. steirischen Landesfeuerwehrtag, ein weiterer folgte am 6. Oktober 1889.

## Bevölkerung

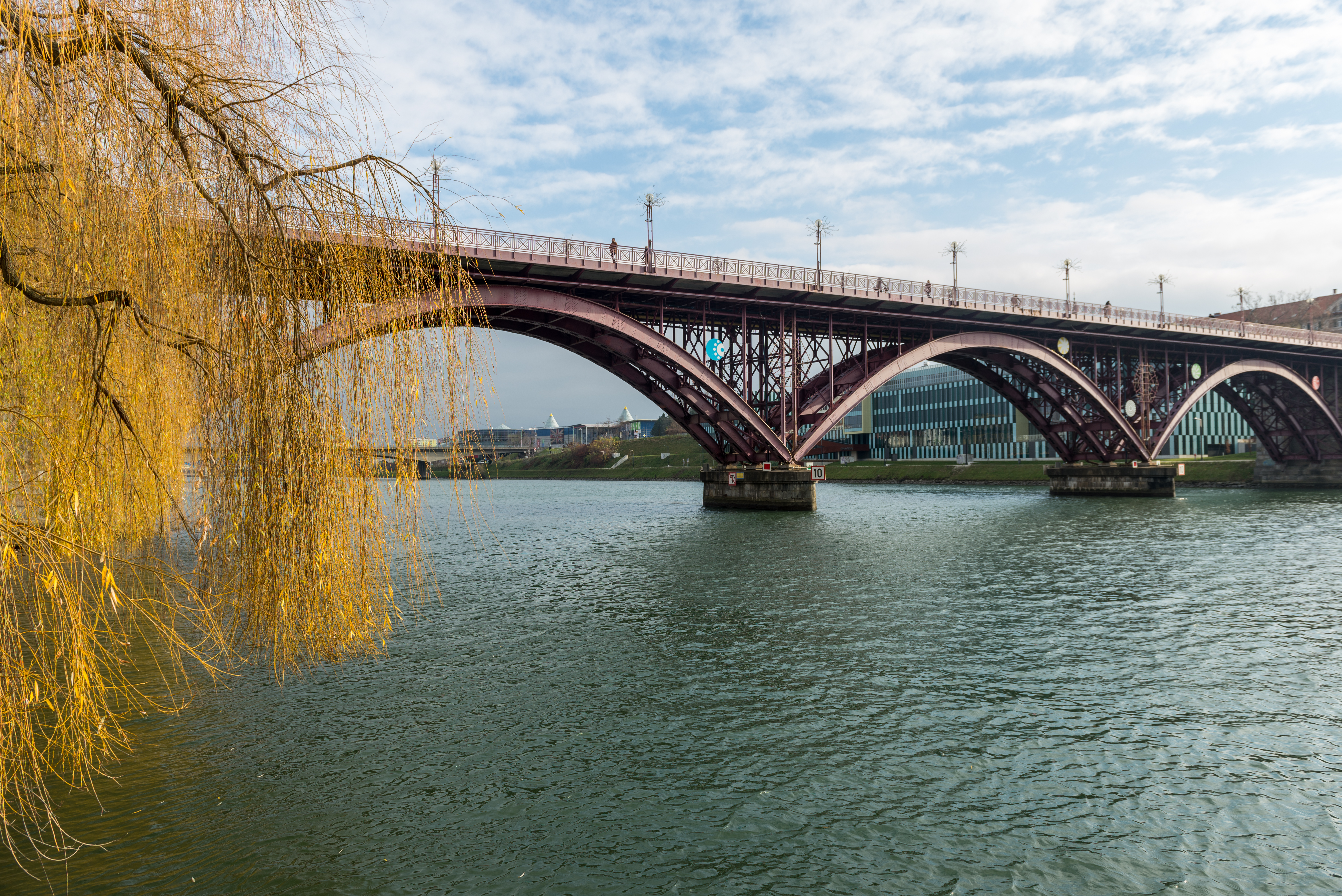
Hauptbrücke

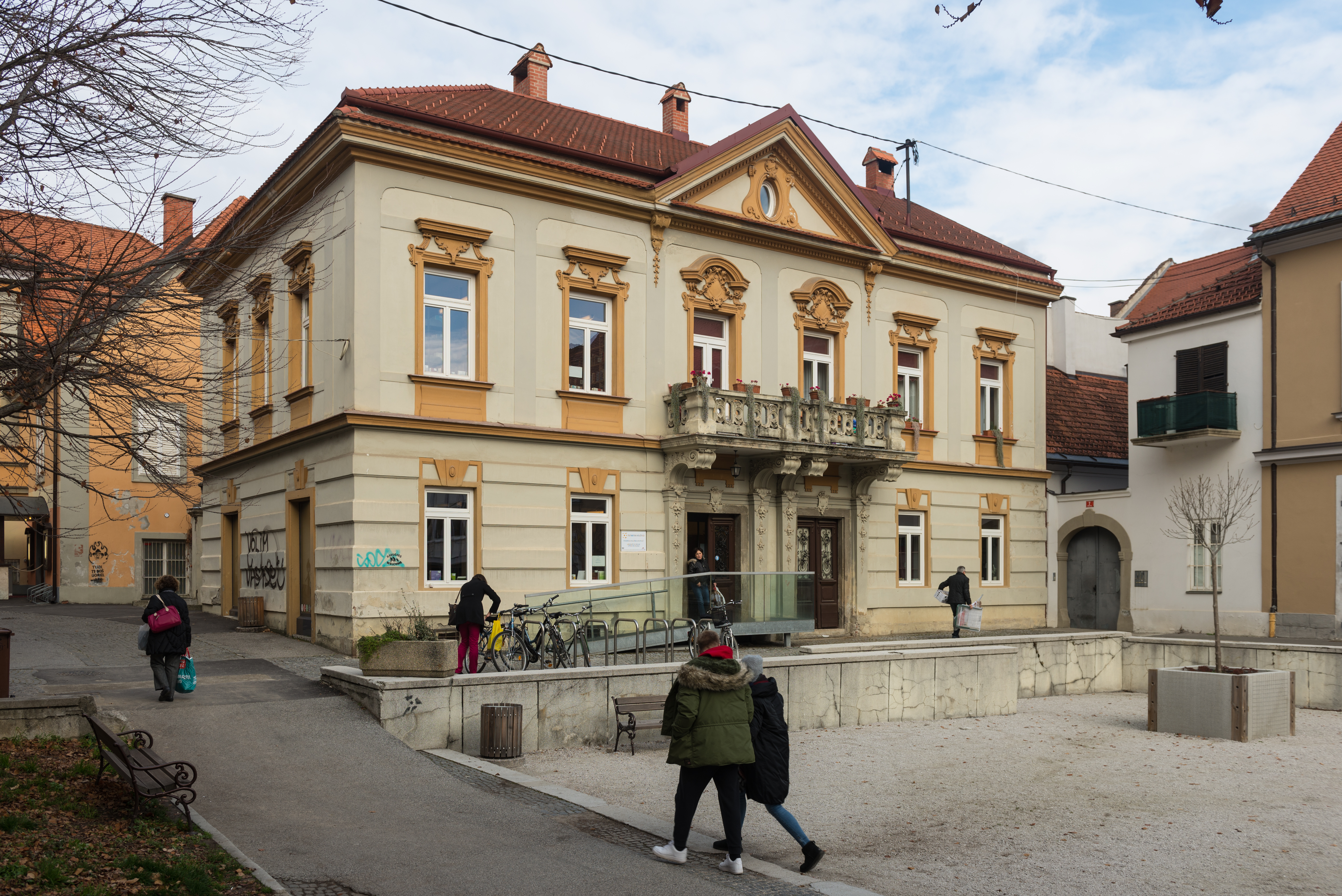
Bibliothek

Die Volkszählung von 2002 ergab: 89,2 % der Einwohner von Maribor waren slowenische Staatsbürger, 4,1 % Kroaten, 2,6 % Bosnier, 2,3 % Jugoslawen (heute: Serben und Montenegriner), 1,0 % EU-Bürger (damals EU-15), 0,5 % Mazedonier und 0,3 % andere.
Slowenisch ist alleinige Amtssprache der Stadtgemeinde Maribor und wurde bei dieser Volkszählung von 86,1 % der Bevölkerung als Muttersprache angegeben. Ferner sprachen nach eigenen Angaben 3,7 % Kroatisch, 1,8 % Serbisch, 1,3 % Serbokroatisch und 3,2 % sonstige Sprachen.
Angehörige der kleinen deutschsprachigen Gruppe haben 2000 in Maribor einen „Kulturverein deutschsprachiger Frauen ‚Brücken‘“ gegründet, der nach eigenen Angaben „die sprachlichen, ethnischen und kulturellen Besonderheiten der deutschsprachigen Bevölkerung in Slowenien […] erhalten“ will.
| Jahr | Anzahl  | Bemerkungen                                                         |
| ---- | ------- | ------------------------------------------------------------------- |
| 1880 | 017.628 | 13.517 Deutschsprachige (76,7 %), 2.431 Slowenen (13,8 %)           |
| 1890 | 019.898 | 15.590 Deutschsprachige (78,3 %) 2.653 Slowenen (13,3 %)            |
| 1900 | 024.601 | 19.298 Deutschsprachige (78,4 %) 4.062 Slowenen (16,5 %)            |
| 1910 | 027.994 | 22.653 Deutschsprachige (80,9 %), 3.828 Slowenen (13,7 %)           |
| 1921 | 030.662 | 6.595 Deutschsprachige (21,5 %), 20.759 Slowenen (67,7 %)           |
| 1931 | 033.131 | 2.741 Deutschsprachige (8,3 %)                                      |
| 1941 | 057.410 |                                                                     |
| 1948 | 065.009 | 268 Deutschsprachige (0,4 %), 60.940 Slowenen (93,7 %)              |
| 2002 | 094.828 |                                                                     |
| 2011 | 095.171 |                                                                     |
| 2019 | 112.065 | Um 2015 wurde die Einwohnerzahl von 100.000 erstmals überschritten. |

| Jahr | Einwohnerzahl Gemeinde Maribor |
| ---- | ------------------------------ |
| 1961 | 152.939                        |
| 1971 | 171.745                        |
| 1981 | 185.699                        |

## Regelmäßige Veranstaltungen (Auswahl)
Jedes Jahr im Januar trägt das am Stadtrand gelegene Skigebiet Mariborsko Pohorje, bei dem nach einer vierjährigen Pause seit 2007 auch der Downhill- und Four-Cross-Mountainbike-Weltcup gastiert, die Rennen um den Goldenen Fuchs im Rahmen des Alpinen Skiweltcups aus.
Im Februar wird Maribor seit 1992 alljährlich zum Schauplatz des FinsSwimWorldCup (deutsch: Flossenschwimmen-Weltcup).
Das zweiwöchige Lent-Festival, das nach dem am Drauufer gelegenen Stadtbezirk Lent benannt wurde, findet jeden Juni mit Hunderten von Musik-, Theater- und Kleinkunst-Veranstaltungen statt.
Im September erwartet der ebenfalls zweiwöchige Musikseptember (glasbeni september) Besucher aus aller Welt.
In der alten Heeresbäckerei (Pekarna, „Bäckerei“) findet jedes Jahr im August das Punk-Festival No Border Jam statt.

## Sehenswürdigkeiten

### Sakralbauten

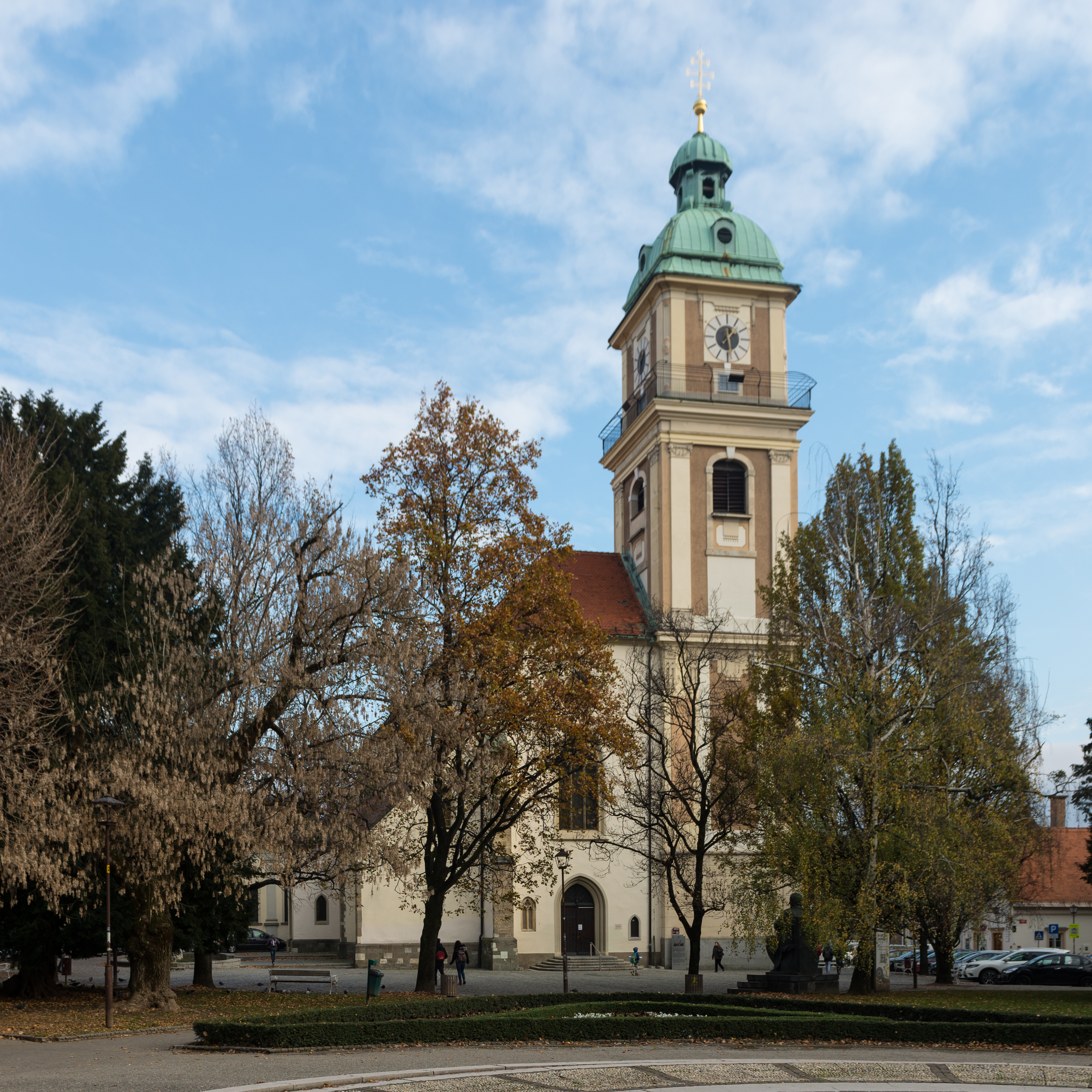
Dom

- Basilika der Mutter der Barmherzigkeit an der Partizanska cesta
- Kirche der Evangelischen Gemeinde Maribor
- Kathedrale von Maribor am Slomškov-Platz
- Synagoge im Stadtteil Lent

### Weitere
- Kulturveranstaltungszentrum Narodni Dom mit dem Denkmal des Fürsten Kocelj
- Stadtpark mit Kalvarienberg, Pyramidenhügel und Resten der Burg Obermarburg
- Stadtteil Lent Altstadt an der Drau mit den Festungsanlagen Gerichtsturm, Judenturm, Wasserturm
- Stara Trta - 400 Jahre alter Rebstock im Stadtteil Lent
- Befreiungsdenkmal auf dem Platz der Befreiung (Trg Svobode)
- Drauinsel Mariborski Otok
- Landschaftsschutzpark Drava
- Rathaus am Hauptplatz (Glavni trg)
- Stadtburg (Mariborski Grad) am Burgplatz (Grajski trg)
- Mariborsko Pohorje Ski- und Wandergebiet

## Verkehr

### Eisenbahn
Maribor liegt an der 1838 eingerichteten altösterreichischen Südbahn Wien–Graz–Maribor–Zidani Most–Ljubljana–Postojna–Triest, heute die Bahnstrecke Spielfeld-Straß–Trieste Centrale, und der einst ebenfalls von der privaten Südbahn-Gesellschaft betriebenen West-Ost-Achse Franzensfeste (Brennerbahn)–Lienz–Villach (Tauernbahn)–Klagenfurt–Dravograd–Maribor, siehe Drautalbahn. Dazu entstand 1844 die Eisenbahnbrücke über die Drau, die insgesamt 251 m lang und zweigleisig war und aus Holz bestand. 1866 wurde die heutige dreigleisige dreibögige Stahlbrücke an Stelle der ersten Holzkonstruktion fertiggestellt. Am 2. Juni 1846 traf in der Stadt die erste Zuggarnitur mit der Dampflokomotive Ocean ein. Die Bahn betrieb in Marburg große Werkstätten. Beide Strecken werden im 21. Jahrhundert von den staatlichen Bahngesellschaften Sloweniens, Österreichs und Italiens betrieben.

### Öffentlicher Personenverkehr
Direkt in der Stadt bewältigen mehrere Omnibuslinien das Verkehrsaufkommen.
Darüber hinaus gibt es im 21. Jahrhundert insgesamt 11 Fernbuslinien, unter anderem nach Berlin, München, Freiburg, Stuttgart, Wien, Graz oder Zürich.

### Privater Kraftverkehr
Mit der Stadt Celje und der Hauptstadt Ljubljana ist Maribor durch die Autobahn A1 verbunden. In Richtung Norden besteht Anschluss an die österreichische Autobahn A9 Spielfeld/Staatsgrenze – Graz, über die man auf Autobahnen in den Raum Wien und Bratislava sowie Richtung Obersteiermark, Salzburg und Deutschland gelangt.
Die 2008 fertiggestellte Autobahn A5 nach Osten verbindet Maribor mit Murska Sobota und der Stadt Nagykanizsa in Ungarn.
Der Verkehr zwischen Tschechien bzw. Ostösterreich und den Adriahäfen Triest und Rijeka verlief (und verläuft) auf Bahn und Straße großteils über Maribor.

### Flug
Zehn Kilometer südlich des Stadtzentrums, bei Slivnica, befindet sich der Flughafen Maribor.

## Partnerstädte
Maribor listet folgende Partnerstädte auf:
| Stadt             | Land                             | seit | Typ                                    |
| ----------------- | -------------------------------- | ---- | -------------------------------------- |
| Bar               | Montenegro                       | 2016 | Städtepartnerschaft (Partnersko mesto) |
| Charkiw           | Ukraine                          | 2012 | Partnerstadt (Pobrateno mesto)         |
| Chongqing         | Xinan, Volksrepublik China       | 2017 | Partnerstadt (Pobrateno mesto)         |
| Graz              | Steiermark, Österreich           | 1987 | Partnerstadt (Pobrateno mesto)         |
| Greenwich, London | Vereinigtes Königreich           | 1967 | Partnerstadt (Pobrateno mesto)         |
| Hangzhou          | Huadong, Volksrepublik China     | 2017 | Partnerstadt (Pobrateno mesto)         |
| Huai’an           | Huadong, Volksrepublik China     | 2015 | Städtepartnerschaft (Partnersko mesto) |
| Kraljevo          | Raška, Serbien                   | 1970 | Partnerstadt (Pobrateno mesto)         |
| Kumanovo          | Severoistočen, Nordmazedonien    | 2014 | Städtepartnerschaft (Partnersko mesto) |
| Kutaissi          | Imeretien, Georgien              | 2016 | Städtepartnerschaft (Partnersko mesto) |
| Mahallat          | Markazi, Iran                    | 2016 | Städtepartnerschaft (Partnersko mesto) |
| Makarska          | Split-Dalmatien, Kroatien        | 2015 | Städtepartnerschaft (Partnersko mesto) |
| Maladsetschna     | Minsk, Belarus                   | 2016 | Städtepartnerschaft (Partnersko mesto) |
| Marburg           | Hessen, Deutschland              | 1969 | Partnerstadt (Pobrateno mesto)         |
| Nanchang          | Huadong, Volksrepublik China     | 2015 | Städtepartnerschaft (Partnersko mesto) |
| Nanjing           | Huadong, Volksrepublik China     | 2015 | Städtepartnerschaft (Partnersko mesto) |
| Ningbo            | Huadong, Volksrepublik China     | 2014 | Städtepartnerschaft (Partnersko mesto) |
| Novi Sad          | Vojvodina, Serbien               | 2015 | Städtepartnerschaft (Partnersko mesto) |
| Orjol             | Zentralny, Russland              | 2017 | Städtepartnerschaft (Partnersko mesto) |
| Osijek            | Kroatien                         | 1995 | Partnerstadt (Pobrateno mesto)         |
| Petingen          | Esch, Luxemburg                  | 1992 | Partnerstadt (Pobrateno mesto)         |
| Pueblo            | Colorado, Vereinigte Staaten     | 2006 | Partnerstadt (Pobrateno mesto)         |
| Sankt Petersburg  | Sewero-sapadny, Russland         | 2001 | Partnerstadt (Pobrateno mesto)         |
| Sari              | Mazandaran, Iran                 | 2016 | Städtepartnerschaft (Partnersko mesto) |
| Smederevo         | Podunavlje, Serbien              | 2017 | Städtepartnerschaft (Partnersko mesto) |
| Szombathely       | Nyugat-Dunántúl, Ungarn          | 1985 | Partnerstadt (Pobrateno mesto)         |
| Tours             | Centre-Val de Loire, Frankreich  | 1997 | Partnerstadt (Pobrateno mesto)         |
| Udine             | Friaul-Julisch Venetien, Italien | 1985 | Partnerstadt (Pobrateno mesto)         |
| Weliko Tarnowo    | Bulgarien                        | 2016 | Städtepartnerschaft (Partnersko mesto) |
| Wologda           | Sewero-sapadny, Russland         | 2016 | Städtepartnerschaft (Partnersko mesto) |
| Wuhan             | Zhongnan, Volksrepublik China    | 2016 | Städtepartnerschaft (Partnersko mesto) |
| Wuxi              | Huadong, Volksrepublik China     | 2015 | Städtepartnerschaft (Partnersko mesto) |
| Xi’an             | Xibei, Volksrepublik China       | 2017 | Städtepartnerschaft (Partnersko mesto) |
| Yancheng          | Huadong, Volksrepublik China     | 2015 | Städtepartnerschaft (Partnersko mesto) |

## In den Medien
Im Werk Spaziergang nach Syrakus von Johann Gottfried Seume ist der Ort eine der Stationen auf seiner Reise.
1862 bis 1945 erschien in Marburg die Marburger Zeitung. Das dreimal pro Woche erscheinende Blatt sah sich in der überwiegend slowenischen Untersteiermark als Vertreter des Deutschtums.
Der polnische Schriftsteller Andrzej Sapkowski benennt in seinen an der slawischen Mythologie orientierten Fantasy-Romanen zum Hexer Geralt eine wichtige Stadt nach dem slowenischen Vorbild.